# Microhyla berdmorei
Microhyla berdmorei är en groddjursart som först beskrevs av Edward Blyth 1856.  Microhyla berdmorei ingår i släktet Microhyla och familjen Microhylidae. IUCN kategoriserar arten globalt som livskraftig. Inga underarter finns listade i Catalogue of Life.